# ایستگاه نیپوری
ایستگاه نیپوری (انگلیسی: Nippori Station) یک ایستگاه قطار است که در آراکاوا-کو، توکیو در ژاپن واقع شده‌است.